# Иън Андерсън
Иън Скот Андерсън (на английски: Ian Scott Anderson) е шотландски музикант – певец, инструменталист и текстописец.
Роден е в Дънфърмлин, Файф, Шотландия, Великобритания на 10 август 1947 г.
По-известен е като вокалист, флейтист и китарист на британската рок група „Джетро Тъл“. Той е мултиинструменталист – освен на акустична китара и флейта умее също да свири на електрическа и бас китара, пиано, бузуки, балалайка, саксофон, хармоника и други духови инструменти.